# Chalodeta calicene
Chalodeta calicene är en fjärilsart som beskrevs av William Chapman Hewitson 1866. Chalodeta calicene ingår i släktet Chalodeta och familjen Riodinidae. Inga underarter finns listade i Catalogue of Life.